# Шіштевац
Шіштевац (також Шіштавец, Шіштевец; алб. Shishtaveci; серб. Шиштевац / Šištevac) — село на північному сході Албанії.

## Географія
Входить до складу громади Запод округу Кукес на південних схилах гори Коритник. Розташоване в албанській частині історичної області Гора, основним населенням якої є етнічна група горанці. Крім села Шіштевац, горанці в Албанії живуть також в селах Бор'є, Запод, Кошаріште, Оргоста, Орешек, Очікле, Пакіша та Цернолево.
Село знаходиться менш ніж за один кілометр на захід від кордону Албанії з Косово.

## Демографія
За даними 2011 року у селі було понад 300 домогосподарств з населенням понад 1800 осіб. 68,3 % жителів визнають себе албанцями, в той час як 7,7 % ідентифіковали себе як македонці. Решта не оголосити етнічну приналежність.

## Історія
Після Другої Балканської війни 1913 року частина території Гори, на якій розташоване село Шіштевац, була передана Албанії. У 1916 році під час експедиції в Македонію і Поморав'є село відвідав болгарський мовознавець Стефан Младенов, за його підрахунками в селі в той час було близько 200 будинків.
Згідно з рапортом головного інспектора-організатора болгарських церковних шкіл в Албанії Сребрена Поппетрова, складеним в 1930 році, в селі Шіштевац налічувалося близько 200 будинків.

## Економіка
Основу економіки складає сільське господарство. Основна культура це картопля, щорічно висаджують понад 250 га картоплі.